# Ryan Boatright
Ryan Jamar Boatright (Aurora, 27 dicembre 1992) è un cestista statunitense naturalizzato armeno.

## Carriera
Il 21 luglio 2017, Boatright firma un contratto annuale con il Beşiktaş.
L'8 gennaio 2019, dopo aver giocato in G League, Boatright firma con l'Unicaja Málaga.

## Statistiche

### College
| Anno       | Squadra       | PG  | PT  | MP   | TC%  | 3P%  | TL%  | RP  | AP  | PRP | SP  | PP   |
| ---------- | ------------- | --- | --- | ---- | ---- | ---- | ---- | --- | --- | --- | --- | ---- |
| 2011-2012  | UConn Huskies | 25  | 8   | 30,1 | 42,1 | 37,7 | 69,0 | 3,3 | 4,0 | 1,2 | 0,2 | 10,4 |
| 2012-2013  | UConn Huskies | 30  | 30  | 36,3 | 42,9 | 33,3 | 78,5 | 2,9 | 4,4 | 1,5 | 0,1 | 15,4 |
| 2013-2014† | UConn Huskies | 39  | 38  | 32,4 | 39,1 | 37,6 | 79,8 | 3,5 | 3,4 | 1,6 | 0,2 | 12,1 |
| 2014-2015  | UConn Huskies | 34  | 34  | 35,8 | 42,3 | 41,1 | 85,0 | 4,1 | 3,8 | 1,4 | 0,2 | 17,4 |
| Carriera   | Carriera      | 128 | 110 | 33,8 | 41,6 | 38,0 | 79,4 | 3,5 | 3,8 | 1,4 | 0,2 | 14,0 |

## Palmarès
- Campione NCAA (2014)
- Campionato croato: 1

Cedevita Zagabria: 2016-17
- Coppa di Croazia: 1

Cedevita Zagabria: 2017